# Canadian Tire Centre
Canadian Tire Centre, tidigare The Palladium; Corel Centre och Scotiabank Place, är en inomhusarena för ishockey i Ottawa i Ontario i Kanada. Arenan är hemmaarena för Ottawa Senators, som spelar i National Hockey League (NHL).

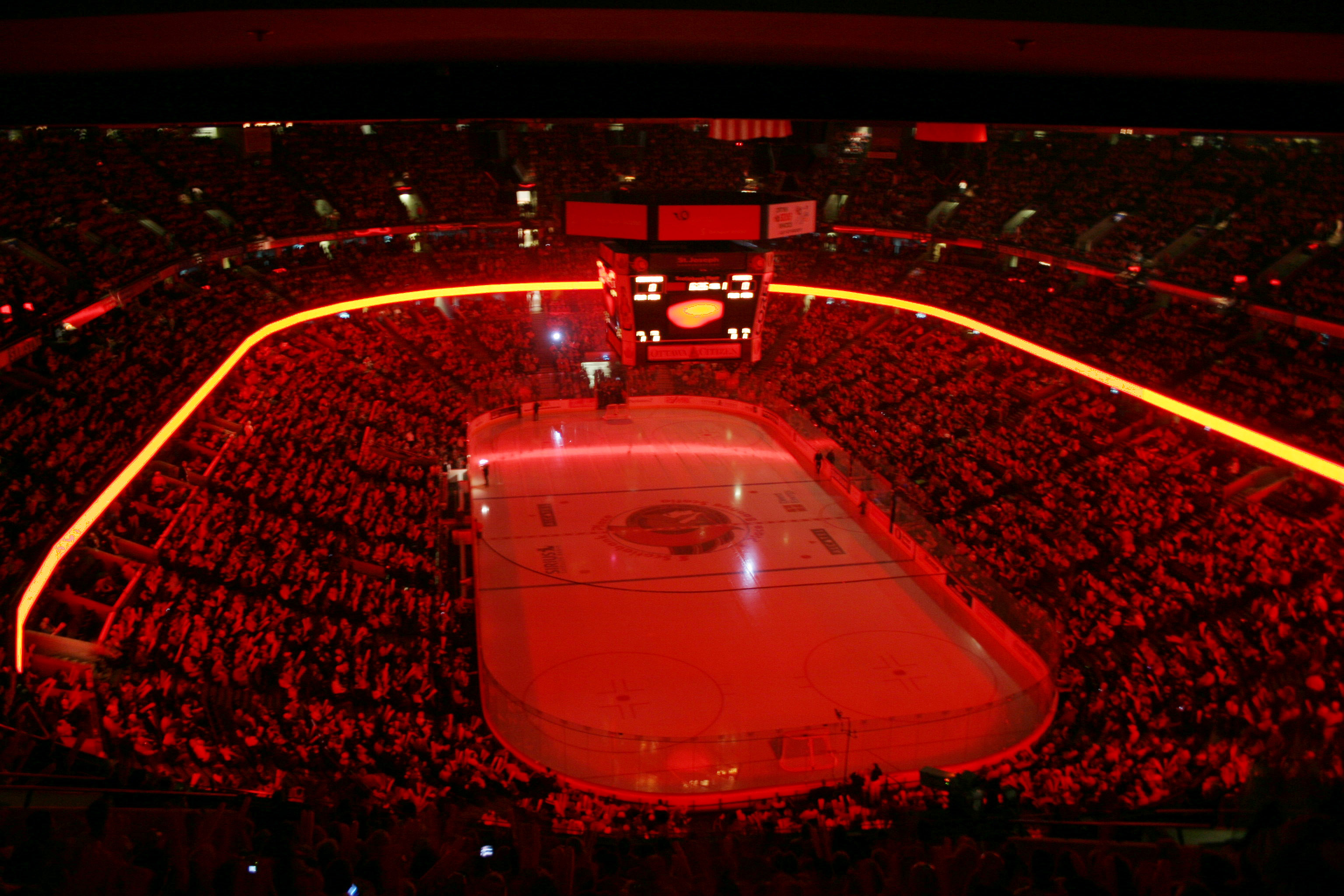
Inför en Senators-match 2006.

Arenan invigdes den 15 januari 1996 under namnet The Palladium, men bytte snart namn till Corel Centre. 2006 fick arenan sitt nuvarande namn efter ett sponsoravtal med banken Scotiabank.
Förutom ishockey hålls andra evenemang såsom konserter, konståkning med mera.
Arenan har kritiserats för sitt läge. Den ligger långt från Ottawas centrum, i den västra förorten Kanata, och det blir ofta långa trafikköer inför matcherna. Avsaknaden av restauranger och barer i arenans närområde gör det också svårt för supportrarna att fira en seger på samma sätt som om arenan legat i centrum.

## Evenemang (urval)
- Bryan Adams - 15 januari 1996
- Juno Awards - 6 april 2003
- Stanley Cup-final - 2 juni 2007
- The Police - 1 maj 2008
- JVM i ishockey 2009 - 26 december 2008 — 5 januari 2009
- Världsmästerskapet i ishockey för damer 2013 - 2 — 9 april 2013
- Juniorvärldsmästerskapen i ishockey 2024–2025